# Casa com teto pintado
A Casa com Teto Pintado, também conhecida como Casa Esperança é um casarão histórico, construída no século XVIII. Localiza-se na cidade de São Sebastião, no estado de São Paulo. É um patrimônio histórico tombado pelo Conselho de Defesa do Patrimônio Histórico, Arqueológico, Artístico e Turístico (CONDEPHAAT), na data de 06 de maios de 1975, sob o processo de nº 00376/73. E foi inscrito no Livro de Belas Artes  pelo Instituto do Patrimônio Histórico e Artístico Nacional (IPHAN), na data de 15 de março de 1955, sob o processo de nº 0517-T.
Atualmente abriga um comércio, no pavimento térreo e o Espaço Cultural Adriana Vasques Fernandes no pavimento superior.

## História
Em 1950, a casa foi propriedade de imigrantes italianos que reservou o pavimento térreo para comércio, que se chamava Esperança e o pavimento superior serviu de residência da família. Atualmente, de propriedade da Família Vasques Fernandes, abriga um centro cultural no pavimento superior e comércio no pavimento térreo.

## Arquitetura
Sobrado de arquitetura colonial, construído com dois pavimentos. A estrutura externa de paredes foi construída em alvenaria de tijolo e pedra e cunhal nas quinas. O telhado foi construído em quatro águas com beiral. e cimalha. Na fachada principal, o primeiro pavimento possui seis portas que dão acesso a rua e o pavimento superior possui seis portas que dão acesso a um balcão com gradil em ferro trabalhado. Todos os vãos da fachada possuem vergas em arco na parte superior. No ano de 1838, passou por uma reforma que acrescentou o gradil de ferro do balcão, que antes era de madeira; as pinturas nos tetos, algumas delas representando a cidade do Rio de Janeiro no início do século XIX.

## Espaço Cultural Adriana Vasques Fernandes
O Centro Cultural Adriana Vasques Fernandes abriga uma galeria de arte e possui um acervo da Família Vasques Fernandes, com pinturas, fotos, documentos e mobiliários. O centro cultural é aberto ao público, com entrada gratuita.